# Clan Saionji
La  famiglia Saionji (河野氏?, Saionji-ka) fu una famiglia, o clan, del Giappone medievale.

## Storia
La famiglia discendeva da Saionji Michisue (1090–1128), figlio di Fujiwara no Kinzane.
Al tempo del pronipote di Michisue, Saionji Kintsune (1171-1244), una nipote di Minamoto no Yoritomo venne data in sposa alla famiglia Saionji, legando così shōgun del periodo Kamakura alla corte Imperiale. I membri della famiglia Saionji iniziarono ad essere nominati Kantō Mōshitsugi, agendo a fianco del Rokuhara Tandai per gestire le comunicazioni e le relazioni tra lo shogunato e la corte. Ciò dette inizio all'ascesa della famiglia a importanti posizioni di corte, compresi incarichi di alto rango quali il dajō-daijin (Cancelliere del Regno). Fin dai tempi di Kintsune, la famiglia, con il sostegno dello shogunato Kamakura, poteva esercitare influenza anche sui reggenti imperiali e sul Kampaku.
La famiglia stabilì la sua residenza formale nell'area di Kitayama (montagne settentrionali) di Kyoto; la residenza era parimenti chiamata Saionji, che significa "Tempio del giardino occidentale", e per questo la famiglia divenne talvolta nota come i Signori di Kitayama; quando Ashikaga Yoshimitsu divenne shōgun nel 1368, cooptò il sito per il suo Kinkaku-ji, rivendicando così una connessione con i Saionji e il loro prestigio come Signori di Kitayama.
Saionji Sanekane unì la famiglia alla linea Daikaku-ji della famiglia Imperiale dopo essere stato coinvolto con la figlia dell'Imperatore Go-Daigo o dell'Imperatore Kameyama e aver messo al mondo un erede, Saionji Kinhira. Diversi decenni dopo, al tempo di Saionji Kinmune, lo shogunato Kamakura terminò e i Saionji persero molti dei loro privilegi e cariche. Kinmune aiutò a nascondere il perseguitato Hōjō Yasuie e, sulla scia della morte dell'Imperatore Go-Daigo, tramò per mettere Go-Fushimi sul trono. I suoi piani vennero rivelati dal fratello minore di Kinmune, Kinshige, e Kinmune venne arrestato e messo a morte. Durante il periodo Nanboku-chō (1336-1392) che seguì, in cui le due linee imperiali si scontrarono per il potere, il figlio di Kinmune, Saionji Sanetoshi, servì la Corte del Nord come ministro della destra (udaijin), ripristinando il prestigio del nome della famiglia.
È noto che una famiglia Saionji esisteva nel periodo Edo a Kyoto, come produttori di biwa. Saionji Saneharu fu nominato Ministro della Sinistra (sadaijin) e ottenne influenza e supporto finanziario attraverso collegamenti con i clan Hosokawa e Nagaoka  Verso la fine del periodo Edo, Saionji Kinmochi fu adottato nella famiglia dal ramo Tokudaiji strettamente correlato del clan Fujiwara. Kinmochi attraversò la restaurazione Meiji  diventando uno dei genrō (statisti più anziani). Inizialmente per il governo Meiji ricoprì diversi incarichi di gabinetto, diventando Primo Ministro del Giappone nel 1906.
Come membri del kazoku i Saionji mantennero un notevole grado di prestigio e continuarono ad essere vicini al mondo della politica, fino alla fine della seconda guerra mondiale, quando il kazoku fu sciolto. La linea di famiglia continua ancora oggi e Saionji rimane ora un cognome giapponese non comune.

### Ramo di Iyo
Quando i Saionji persero potere verso la fine dello shogunato Kamakura, alcuni membri della famiglia se ne andarono da Kyoto e si stabilirono in quella che è oggi l'area di Seiyo nel sud della provincia di Iyo creando un ramo cadetto del clan. I Saionji ebbero la loro roccaforte presso il castello di Kurose. Il clan crebbe di potere e durante il periodo Sengoku si scontrò contro i clan Utsunomiya e Ichijō ed ebbe il supporto del Kōno e dei Mōri. Tuttavia alla fine, dopo un'ardua resistenza, dovette sottomettersi a Chōsokabe Motochika.
Dopo la caduta di Shikoku i territori Saionji vennero affidati al clan Toda. Ma il duro governo dei Toda costrinse gli ex servitori Saionji a ribellarsi e l'ultimo capo Saionji Kinhiro venne assassinato mettendo fine alla presenza del clan nell'isola.

## Membri noti del clan
- Saionji Michisue (1090–1128)
- Saionji Kintsune (1171–1244)
- Saionji Kinuji (1194–1269)
- Saionji Sanekane
- Saionji Kinhira (1264–1315)
- Saionji Reishi (1292–1357)
- Saionji Kinmune (1310–1335)
- Saionji Kinshige
- Saionji Sanetoshi
- Saionji Sanemitsu (1510–1565)
- Saionji Kinhiro (1537–1587), daimyō
- Saionji Saneharu (1601–1673)
- Saionji Kinmochi (1849–1940, adottato nel 1851)
- Saionji Saneuji
- Saionji Hiyoko